# Will Smith
Willard Carroll (Will) Smith jr. (Philadelphia (Pennsylvania), 25 september 1968) is een Amerikaans acteur en rapper, die vroeger bekend was als The Fresh Prince. Als acteur is hij bekend van zijn optredens in films als Men in Black, I, Robot, Hitch, Bad Boys, I Am Legend, Independence Day, Aladdin en Hancock. Als rapper werd hij bekend bij het duo DJ Jazzy Jeff & The Fresh Prince, maar later ging hij solo verder.
In 1987 scoorde hij als onderdeel van het eerdergenoemde duo zijn eerste hits en werd hij bekend als acteur in de sitcom The Fresh Prince of Bel-Air, die stopte in 1996. Door deze acteerervaring werd Smith gevraagd voor vele Hollywoodproducties, waarbij hij een van de bekendste acteurs werd.
In de muziek brak Smith solo door in 1997 met de hit Men in Black van de gelijknamige film en later Gettin' Jiggy wit It. Smiths laatste album Lost and Found bevatte de hitsingle Switch.

## Biografie
Smith is in 1968 geboren en opgegroeid in Philadelphia, Pennsylvania in de Verenigde Staten. Op school kreeg hij de bijnaam Prince, aangezien hij zich altijd goed uit vervelende situaties wist te redden. Hij bracht daarbij veel tijd door op de speelplaats waar hij basketbal speelde. Dit is ook te zien in de titelsong van The Fresh Prince of Bel-Air. Hij hield van muziek en draaide veel hiphop. Inspiraties waren onder anderen Rakim, Dr. Dre en Run-D.M.C.
In 1992 trouwde Smith met Sheree Zampino, samen kregen ze één zoon, Willard Christopher Smith III, ook wel Trey genoemd. Hij speelde later in de videoclip voor Just the Two of Us. Smith scheidde van Zampino in 1997, waarna hij in hetzelfde jaar trouwde met Jada Pinkett. Zij hebben samen twee kinderen: Jaden Christopher Syre (bekend van zijn optredens in The Pursuit of Happyness, The Karate Kid en After Earth) en Willow Camille Reign (bekend van haar optreden in I Am Legend).

## Carrière
Samen met Jeffrey Townes (DJ Jazzy Jeff), die hij ontmoette op een feest, vormde Smith in de jaren tachtig het duo DJ Jazzy Jeff & The Fresh Prince. Ze scoorden in die beginjaren een aantal hits, zoals Parents Just Don't Understand, Girls Ain't Nothing but Trouble en I Think I Can Beat Mike Tyson. Het album He's the DJ, I'm the Rapper (1988) werd in de Verenigde Staten een groot succes.

### The Fresh Prince of Bel-Air
In 1990 ontstond een idee om met Smith een televisieserie te maken. Quincy Jones meldde zich als producer. Het idee was om een homeboy uit Philly (Philadelphia) te laten intrekken bij zijn sjieke oom en tante. Als locatie werd Bel-Air uitgekozen, omdat Quincy Jones' kinderen daar waren opgegroeid. Als oom en tante werden de ervaren acteurs James Avery en Janet Hubert-Whitten gevraagd, en verder speelden onder anderen Alfonso Ribeiro en Tatyana Ali mee. Ribeiro was ontdekt door Michael Jackson en zat ook in een Pepsi-reclame met hem. Verder was hij bekend als Ricky Schroders' vriend uit de serie Silver Spoons. De serie werd een groot succes en ging door tot 1996, toen Karyn Parsons aan de miniserie Gulliver's Travels ging werken. De serie stopte daarna, omdat de spelers van mening waren dat Parsons niet te vervangen was.

### Filmcarrière
Nog tijdens The Fresh Prince of Bel-Air in 1995 maakte Smith samen met Martin Lawrence de buddyfilm Bad Boys en daarna de sciencefictionfilm Independence Day in 1996. In 1997 kwam Smiths nieuwe film uit, Men in Black, een sciencefiction komedie die een groot succes werd.
Smiths filmcarrière werd in 1998 vervolgd met de misdaadfilm Enemy of the State waarin de macht van veiligheidsdiensten aan de kaak wordt gesteld en de minder succesvolle westernfilm Wild Wild West in 1999. Na wat kleinere rollen kwam Smith voor een echte uitdaging te staan. Hij werd gevraagd Muhammad Ali te spelen in de biopic Ali uit 2001. De acteur kweekte hiervoor 15 kilo extra aan spieren en de film werd terecht bekroond met meerdere prijzen.
Later in 2001 kwam Smith terug met het iets minder succesvolle vervolg op Men in Black, Men in Black II. Ook op Bad Boys kwam een vervolg: Bad Boys II in 2003. I, Robot, een sciencefictionfilm uit 2004, was een groot kassucces en Smith vertolkte later dat jaar ook de stem van Oscar in de animatiefilm Shark Tale. Hitch uit 2005 was een echte komedie die veel mensen naar de bioscoop trok. In 2006 kwam Smith met The Pursuit of Happyness, een film waarin ook zijn zoontje Jaden een rol vertolkte. Voor deze film werd hij genomineerd voor de Academy Award voor Beste Acteur.
In 2007 keerde Smith terug op het witte doek in I Am Legend die in de bioscopen erg succesvol was. Hij speelt daarin de overlevende van een virus dat de mensheid heeft getroffen. Het jaar daarop speelde Smith een verlopen en bijna voortdurend dronken superheld in de film Hancock die als komedie goed werd ontvangen. In 2012 speelde hij in het succesvolle derde deel van Men in Black, in 2013 gevolgd door de ambitieuze maar min of meer geflopte sciencefictionfilm After Earth waarin ook zoon Jaden mee deed.
In 2015 speelde de steracteur eerst de rol van gentleman-oplichter in de ingenieuze misdaadfilm Focus. Later dat jaar kwam Concussion uit waarin Smith de hoofdrol speelt. De film vertelt het waargebeurde verhaal van dr. Bennet Omalu, een forensische neuropatholoog die als eerste een neurodegeneratieve ziekte wist te ontdekken bij voormalige NFL-spelers. In 2017 kwam de acteur uit in de fantasyfilm Bright, uitgebracht door Netflix, dus niet in de bioscoop te zien. In 2019 vertolkte Smith de rol van geest Genie in Aladdin, de liveactionremake van de gelijknamige Disney animatiefilm uit 1992. Daarna in 2020 zagen we de acteur opnieuw als Mike Lowrey in het derde deel van de Bad Boys-serie, Bad Boys For Life.
Op 27 maart 2022 won Smith een Oscar voor beste acteur voor zijn hoofdrol in de film King Richard, over de vader van de zusjes en tennissters Serena en Venus Williams.

### Muziek
Smith maakte voornamelijk hiphop, maar sinds hij solo is gegaan, wordt zijn muziek ook beschouwd als "PopRap". Tussen 1987 en 1994 was hij actief in het duo DJ Jazzy Jeff & The Fresh Prince (al maakten zij de laatste periode nog maar weinig platen). DJ Jazzy Jeff & The Fresh Prince hadden hits met onder meer Girls Ain't Nothing but Trouble, Parents Just Don't Understand, Summertime, Yo Home to Bel-Air en Boom! Shake the Room. Townes en Smith bleven ook daarna goede vrienden en speelden tot 1996 nog in de serie The Fresh Prince of Bel-Air. Bovendien bleef Townes de vaste live-dj.
Solo heeft Smith onder andere de albums Big Willie Style (1997) en Willenium (1999) uitgebracht. Vooral eerstgenoemd album was wereldwijd succesvol en leverde hits op als Gettin' Jiggy wit It, Miami en Just the Two of Us (een cover van Bill Withers). Hiernaast scoorde Smith ook hits met de soundtracks van zijn films. De titelsong van de film Men in Black, gezongen door Smith, werd in 1997 een nummer 1-hit in onder meer Duitsland, Frankrijk, het Verenigd Koninkrijk en Australië.
In de Verenigde Staten werd in 2002 het album Born to Reign uitgebracht, maar dit album is niet verschenen in Europa. In hetzelfde jaar bracht Smith een Greatest Hits-album uit.
Smith trad in 2005 met DJ Jazzy Jeff weer op bij Live 8, waar hij onder andere de titelsong van The Fresh Prince of Bel-Air zong. In 2005 bracht hij tevens het album Lost and Found uit, met onder andere de singles Switch en Party Starter. In 2006 kwamen DJ Jazzy Jeff & The Fresh Prince weer bij elkaar. In dat jaar verscheen van het duo ook een album met muzikale hoogtepunten.

### Televisie
In 2012 presenteerde Will Smith de Nickelodeon Kids' Choice Awards.

## Discografie

### Albums
| Album met eventuele hitnotering(en) in de Nederlandse Album Top 100 | Datum van verschijnen | Datum van binnenkomst | Hoogste positie | Aantal weken | Opmerkingen                                            |
| ------------------------------------------------------------------- | --------------------- | --------------------- | --------------- | ------------ | ------------------------------------------------------ |
| Rock the House                                                      | 1987                  | -                     |                 |              | met DJ Jazzy Jeff als DJ Jazzy Jeff & The Fresh Prince |
| He's the DJ, I'm the Rapper                                         | 1988                  | -                     |                 |              | met DJ Jazzy Jeff als DJ Jazzy Jeff & The Fresh Prince |
| And in This Corner                                                  | 1989                  | -                     |                 |              | met DJ Jazzy Jeff als DJ Jazzy Jeff & The Fresh Prince |
| Homebase                                                            | 1991                  | -                     |                 |              | met DJ Jazzy Jeff als DJ Jazzy Jeff & The Fresh Prince |
| Code Red                                                            | 1993                  | 06-11-1993            | 38              | 20           | met DJ Jazzy Jeff als DJ Jazzy Jeff & The Fresh Prince |
| Men in Black                                                        | 1997                  | 02-08-1997            | 12              | 12           | Soundtrack Men in Black                                |
| Big Willie Style                                                    | 1997                  | 06-12-1997            | 11              | 58           |                                                        |
| Greatest Hits                                                       | 1998                  | 16-05-1998            | 36              | 8            | met DJ Jazzy Jeff als DJ Jazzy Jeff & The Fresh Prince |
| Wild Wild West                                                      | 1999                  | 26-06-1999            | 73              | 9            | Soundtrack Wild Wild West                              |
| Willennium                                                          | 1999                  | 20-11-1999            | 26              | 11           |                                                        |
| Born to Reign                                                       | 2002                  | -                     |                 |              |                                                        |
| Greatest Hits                                                       | 2002                  | -                     |                 |              |                                                        |
| Lost and Found                                                      | 2005                  | 09-04-2005            | 76              | 5            |                                                        |
| Based on a True Story                                               | 28-04-2025            | -                     |                 |              |                                                        |

| Album met hitnotering(en) in de Vlaamse Ultratop 200 albums | Datum van verschijnen | Datum van binnenkomst | Hoogste positie | Aantal weken | Opmerkingen             |
| ----------------------------------------------------------- | --------------------- | --------------------- | --------------- | ------------ | ----------------------- |
| Men in Black                                                | 1997                  | 17-08-1997            | 20              | 11           | Soundtrack Men in Black |
| Big Willie Style                                            | 1997                  | 07-03-1998            | 13              | 32           |                         |
| Willennium                                                  | 1999                  | 27-11-1999            | 14              | 10           |                         |
| Lost and Found                                              | 2005                  | 09-04-2005            | 44              | 10           |                         |

### Singles
| Single met eventuele hitnotering(en) in de Nederlandse Top 40 | Datum van verschijnen | Datum van binnenkomst | Hoogste positie | Aantal weken | Opmerkingen                                                                                     |
| ------------------------------------------------------------- | --------------------- | --------------------- | --------------- | ------------ | ----------------------------------------------------------------------------------------------- |
| Girls Ain't Nothing but Trouble                               | 1987                  | -                     |                 |              | met DJ Jazzy Jeff als DJ Jazzy Jeff & The Fresh Prince / Nr. 96 in de Single Top 100            |
| Summertime                                                    | 1991                  | 17-08-1991            | 20              | 8            | met DJ Jazzy Jeff als DJ Jazzy Jeff & The Fresh Prince / Nr. 12 in de Single Top 100            |
| Ring My Bell                                                  | 1991                  | 23-11-1991            | 10              | 8            | met DJ Jazzy Jeff als DJ Jazzy Jeff & The Fresh Prince / Nr. 11 in de Single Top 100            |
| The Things That U Do                                          | 1992                  | 22-02-1992            | 28              | 4            | met DJ Jazzy Jeff als DJ Jazzy Jeff & The Fresh Prince / Nr. 21 in de Single Top 100            |
| Yo Home to Bel-Air                                            | 1992                  | 24-10-1992            | 3               | 10           | met DJ Jazzy Jeff als DJ Jazzy Jeff & The Fresh Prince / Nr. 4 in de Single Top 100             |
| Boom! Shake the Room                                          | 1993                  | 14-08-1993            | 22              | 5            | met DJ Jazzy Jeff als Jazzy Jeff & The Fresh Prince / Alarmschijf / Nr. 18 in de Single Top 100 |
| Boom! Shake the Room                                          | 1993                  | 06-11-1993            | 19              | 5            | met DJ Jazzy Jeff als Jazzy Jeff & The Fresh Prince / Re-entry                                  |
| I'm Looking for the One (To Be with Me)                       | 1993                  | 11-12-1993            | tip3            | -            | met DJ Jazzy Jeff als Jazzy Jeff & The Fresh Prince / Nr. 36 in de Single Top 100               |
| Can't Wait to Be with You                                     | 1994                  | 05-03-1994            | tip11           | -            | met DJ Jazzy Jeff als Jazzy Jeff & The Fresh Prince                                             |
| Men in Black                                                  | 1997                  | 02-08-1997            | 2               | 13           | Titeltrack Men in Black / Alarmschijf / Nr. 2 in de Single Top 100 / Dancesmash op Radio 538    |
| Just Cruisin'                                                 | 1997                  | 06-12-1997            | 33              | 3            | Nr. 45 in de Single Top 100                                                                     |
| Gettin' Jiggy wit It                                          | 1998                  | 28-02-1998            | 6               | 11           | Nr. 7 in de Single Top 100                                                                      |
| Lovely Daze                                                   | 1998                  | 06-06-1998            | tip14           | -            | met DJ Jazzy Jeff als Jazzy Jeff & The Fresh Prince / Nr. 95 in de Single Top 100               |
| Just the Two of Us                                            | 1998                  | 29-08-1998            | 35              | 3            | Nr. 46 in de Single Top 100                                                                     |
| Miami                                                         | 1998                  | 19-12-1998            | 8               | 13           | Nr. 10 in de Single Top 100                                                                     |
| Boy You Knock Me Out                                          | 1999                  | 06-03-1999            | tip21           | -            | met Tatyana Ali / Nr. 77 in de Single Top 100                                                   |
| Wild Wild West                                                | 1999                  | 03-07-1999            | 3               | 12           | met Dru Hill & Kool Moe Dee / Titeltrack Wild Wild West / Nr. 2 in de Single Top 100            |
| Will 2K                                                       | 1999                  | 06-11-1999            | 8               | 10           | Alarmschijf / Nr. 11 in de Single Top 100                                                       |
| Freakin' It                                                   | 2000                  | 26-02-2000            | tip9            | -            | Nr. 60 in de Single Top 100                                                                     |
| Black Suits Comin' (Nod Ya Head)                              | 2002                  | 01-06-2002            | tip2            | -            | introducing Tra-Knox / Nr. 53 in de Single Top 100                                              |
| Switch                                                        | 2005                  | 26-03-2005            | 4               | 14           | Nr. 3 in de Single Top 100                                                                      |
| Party Starter                                                 | 2005                  | 08-10-2005            | tip6            | -            | Nr. 44 in de Single Top 100                                                                     |
| Live It Up                                                    | 2018                  | 16-06-2018            | 25              | 5            | met Nicky Jam & Era Istrefi / Nr. 78 in de Single Top 100                                       |

| Single met hitnotering(en) in de Vlaamse Ultratop 50 | Datum van verschijnen | Datum van binnenkomst | Hoogste positie | Aantal weken | Opmerkingen                                             |
| ---------------------------------------------------- | --------------------- | --------------------- | --------------- | ------------ | ------------------------------------------------------- |
| Ring My Bell                                         | 1991                  | 04-01-1992            | 26              | 3            | met DJ Jazzy Jeff als DJ Jazzy Jeff & The Fresh Prince  |
| Boom! Shake the Room                                 | 1993                  | 30-10-1993            | 36              | 9            | met DJ Jazzy Jeff als Jazzy Jeff & The Fresh Prince     |
| Men in Black                                         | 1997                  | 09-08-1997            | 3               | 20           | Titeltrack Men in Black                                 |
| Just Cruisin'                                        | 1997                  | 29-11-1997            | tip5            | -            |                                                         |
| Gettin' Jiggy wit It                                 | 1998                  | 07-03-1998            | 10              | 13           |                                                         |
| Just the Two of Us                                   | 1998                  | 15-08-1998            | tip2            | -            |                                                         |
| Miami                                                | 1998                  | 19-12-1998            | 14              | 14           |                                                         |
| Boy You Knock Me Out                                 | 1999                  | 03-04-1999            | tip6            | -            | met Tatyana Ali                                         |
| Wild Wild West                                       | 1999                  | 26-06-1999            | 5               | 15           | met Dru Hill & Kool Moe Dee / Titeltrack Wild Wild West |
| Will 2K                                              | 1999                  | 20-11-1999            | 27              | 10           |                                                         |
| Freakin' It                                          | 2000                  | 26-02-2000            | tip2            | -            |                                                         |
| Black Suits Comin' (Nod Ya Head)                     | 2002                  | 06-07-2002            | 27              | 13           | introducing Tra-Knox                                    |
| 1000 Kisses                                          | 2002                  | 23-11-2002            | tip8            | -            |                                                         |
| Switch                                               | 2005                  | 26-03-2005            | 2               | 17           |                                                         |
| Party Starter                                        | 2005                  | 05-11-2005            | 48              | 1            |                                                         |
| Live It Up                                           | 2018                  | 02-06-2018            | tip23           | -            | met Nicky Jam & Era Istrefi                             |

## Filmografie

### Als acteur
- Bad Boys: Ride or Die (2024) - Detective Mike Lowrey
- Emancipation (2022) - Peter
- King Richard (2021) - Richard Williams
- Bad Boys for Life (2020) - Detective Mike Lowrey
- Spies in Disguise (2019) - Geheimspion Lance Sturling (stem)
- Gemini Man (2019) - Henry Brogan / Junior
- Aladdin (2019) - Genie
- Bright (2017) - Daryl Ward
- Collateral Beauty (2016) - Howard Inlet
- Suicide Squad (2016) - Floyd Lawton / Deadshot
- Concussion (2015) - Dr. Bennet Omalu
- Focus (2015) - Nicky
- Winter's Tale (2014) - Een rechter
- After Earth (2013) - Cypher Raige
- Men in Black III (2012) - James Darrell Edwards / Agent J
- Seven Pounds (2008) - Ben Thomas
- Hancock (2008) - John Hancock
- I Am Legend (2007) - Robert Neville
- The Pursuit of Happyness (2006) - Chris Gardner
- Hitch (2005) - Alex 'Hitch' Hitchens
- Shark Tale (2004) - Oscar (stem)
- I, Robot (2004) - Del Spooner
- Jersey Girl (2004) - Zichzelf
- A Closer Walk (2004) - Verteller
- Bad Boys II (2003) - Detective Mike Lowrey
- Men in Black II (2002) - Agent J
- Ali (2001) - Cassius Clay / Cassius X / Muhammad Ali
- Welcome to Hollywood (2000) - Zichzelf
- The Legend of Bagger Vance (2000) - Bagger Vance
- Torrance Rises (1999) - Zichzelf
- Wild Wild West (1999) - Kapitein James West
- Enemy of the State (1998) - Robert Clayton Dean
- Men in Black (1997) - James Edwards / Agent J
- Independence Day (1996) - Kapitein Steven Hiller
- Bad Boys (1995) - Detective Mike Lowrey
- Six Degrees of Separation (1993) - Paul
- Made in America (1993) - Tea Cake Walters
- Where the Day Takes You (1992) - Manny

### Televisie
- The Fresh Prince of Bel-Air (1990-1996) - William 'Will' Smith (148 afleveringen)

### Als producent
- Emancipation (2022), producent
- King Richard (2021), producent
- Life in a Year (2020), producent
- Bad Boys for Life (2020), producent
- After Earth (2013), producent
- The Karate Kid (2010), producent
- Seven Pounds (2008), producent
- Lakeview Terrace (2008), producent
- The Human Contract (2008), uitvoerend producent
- The Secret Life of Bees (2008), producent
- Hancock (2008), producent
- The Pursuit of Happyness (2006), producent
- ATL (2006), producent
- Hitch (2005), producent
- Saving Face (2004), producent
- The Seat Filler (2004), uitvoerend producent
- I, Robot (2004), uitvoerend producent
- Ride or Die (2003), uitvoerend producent
- All of Us (tv, 2003-2007), uitvoerend producent (88 afleveringen)
- Showtime (2002), uitvoerend producent
- The Fresh Prince of Bel-Air (tv, 1994-1996), uitvoerend producent (24 afleveringen)

### Bestseller 60
| Boeken met noteringen in de Nederlandse Bestseller 60 | Jaar van verschijnen | Datum van binnenkomst | Hoogste positie | Aantal weken | Opmerkingen |
| ----------------------------------------------------- | -------------------- | --------------------- | --------------- | ------------ | ----------- |
| WILL                                                  | 2021                 | 17-11-2021            | 25              | 5            |             |

## Trivia
- Smith heeft vele films afgeslagen, zo werd hij bijvoorbeeld benaderd voor Mr. Smith in de film Mr. & Mrs. Smith. Uiteindelijk werd die rol gespeeld door Brad Pitt. Ook heeft hij de rol van Neo in The Matrix afgeslagen. Die rol werd later gespeeld door Keanu Reeves.
- Smith heeft drie kinderen, die allemaal weleens in een film hebben meegespeeld: Trey Smith, Jaden Smith en Willow Smith.
- Zijn echtgenote Jada Pinkett heeft ooit auditie gedaan voor de rol van vriendin van Smith (Lisa Wilkes) in The Fresh Prince of Bel-Air. Ze heeft de rol niet gekregen omdat de producers haar te klein vonden als zijn vriendin. Nia Long, bekend van Big Momma's House, kreeg uiteindelijk de rol.
- Als kind was Smith een groot fan van Ultraman. Hij ziet hem als een groot voorbeeld van een superheld. Dit besprak hij met Jay Leno in de Tonight Show toen hij over zijn film Hancock kwam praten.[4]
- Smith stond in de top 40 van rijkste mensen van onder de 40.
- Smith heeft huizen in Philadelphia, Miami, Los Angeles en Stockholm.